# Кедарнатх (місто)
Кедарнатх (англ. Kedarnath, гінді केदारनाथ) — невеличке селище, розташоване в Гімалаях, в індійському штаті Уттаракханд. Селище священне для індусів та є популярним центрам паломництва мешканців всієї Індії та інших країн. Тут розташований один з найсвятіших храмів шайвізму, храм Кедарнатх, один з п'яти храмів Панч-Кедар та один з чотирьох Чота-Чаар-Дхам. Місто назване на ім'я міфічного короля Кедара, який за легендою правив у Сатья-Юга.
| Індія | Це незавершена стаття з географії Індії. Ви можете допомогти проєкту, виправивши або дописавши її. |